# Михоничи
Михоничи — деревня в Юрьянском районе Кировской области в составе Верховинского сельского поселения.

## География
Находится на расстоянии примерно 6 километров по прямой на запад-юго-запад от районного центра поселка Юрья.

## История
Известна с 1802 года, когда здесь (починок при Горелице средней) была учтена 1 душа мужского пола. В 1873 году был отмечен двор 1 и жителей 8, в 1905 8 и 66, в 1926 13 и 82, в 1950 17 и 63 соответственно, в 1989 году проживало 26 жителей.

## Население
Постоянное население  составляло 44 человека (русские 48%, азербайджанцы 39%) в 2002 году, 13 в 2010.